# Chris Jackson
Chris Jackson (Napier, 18 de julho de 1980) é um futebolista profissional neozelandês, que atua como meia

## Carreira
Jackson começou sua carreira no Napier Rovers City, quando ainda era um estudante na Napier Boys' High School. Em seguida, se mudou para a Austrália para jogar no Melbourne Knights, da National Soccer League, em 1992. Jackson se juntou ao Futebol Kingz quando a franquia de Nova Zelândia foram aceitos na A-League em 1999 capitaneando o primeiro jogo de sempre na história do futebol profissional Nova Zelândia.

## Seleção
Fez sua grande de estreia na Seleção Neozelandesa de Futebol durante a Copa do Rei da Tailândia, em janeiro de 1990, contra a Coreia do Norte.
Foi também convocado para a Copa das Confederações de 1999, e novamente quando a Nova Zelândia se classificou para a Copa das Confederações de 2003.
Sua última partida internacional foi como um reserva em uma derrota de 0x5 para França em 22 de Junho de 2003, quando a Nova Zelândia foi eliminada da Copa das Confederações.

## Honrarias
Nova Zelândia
- Copa das Nações da OFC: 1998 e 2002

### Individual
- Jogador do ano na Nova Zelândia:1992 e 1995[4]
- Jovem Jogador do Ano na Nova Zelândia: 1988[4]